# 雍阳街道
雍阳街道，是中华人民共和国贵州省黔南布依族苗族自治州瓮安县下辖的一个街道办事处。
2012年3月28日，贵州省人民政府批复同意撤销雍阳镇，设立雍阳街道办事处。

## 行政区划
雍阳街道下辖以下地区：
河滨社区、城南村、仙桥村和桐木村。